# Skriptanalyse
Skriptanalyse ist ein Begriff aus der Psychotherapie, bei der in der Transaktionsanalyse (TA) nach Eric Berne (1910–1970) alle wichtigen Lebensereignisse auf eine programmierte Lebenseinstellung (Lebensplan/Skript) durch die Umwelt in den ersten Lebensjahren zurückgeführt werden.

## Skript
Ein Skript im Sinne der Transaktionsanalyse ist ein Drehbuch, ein Lebensplan oder ein unbewusstes Programm, nach dem ein Individuum lebt. Die bevorzugten Transaktionen und psychologischen Spiele einer Person sind Ausdruck ihrer Skripten. Diese enthalten persönliche Haltungen, Wertmaßstäbe und Aussagen über das Selbstwertgefühl. Sie bestimmen die Möglichkeiten der Person, sich zu entfalten und Konflikte zu bewältigen. Durch die Analyse der Skripten können diese bewusst gemacht und unter Umständen verändert werden.
Zu den Bestandteilen des Skriptes gehören sowohl offene als auch subtile Indoktrinationen durch die Eltern. Markante Transaktionen (Botschaften) sind „werde nicht erwachsen“ oder auch „sei ein Versager“. Die Handlungsanweisungen erfolgen durch Vormachen, direktes oder nonverbales Anleiten, oder über Lebensregeln. Es entstehen „Lieblingsgefühle“. So kann Traurigkeit zu einem „Lieblingsgefühl“ werden, wenn das Kind immer dann „gestreichelt“ wird, wenn es traurig ist.

## Fünf Lebenseinstellungen
Typische, wiederkehrende Transaktionsmuster (Rollenspiele) sind Manifestationen eines schon in der Kindheit geprägten Lebensplanes (Skript), der sich durch den Hunger nach Zuwendung in Abhängigkeit vom Familien-Streichelmuster entwickelt. Berne kategorisiert vier Lebenseinstellungen, die sich auf dieser Basis entwickeln können, die fünfte entwickelte Fanita English:
| Ich bin okay - du bist okay (prä-/postnatal):                 | Urvertrauen. |
| Ich bin nicht okay - du bist okay (1. Lebensjahr):            | Das Kind fühlt sich hilflos. Wird diese Haltung beibehalten, kommt es zu einem mangelnden Selbstwertgefühl. |
| Ich bin nicht okay - du bist nicht okay (2. Lebensjahr):      | Nach einer Phase der intensiven Pflege wird das Kind mit Strafen oder Verboten konfrontiert. Wird dieser Zustand beibehalten, wird die Entwicklung des Erwachsenen-Ich hier gestört. Die Folgen sind Abgestumpftheit und Mutlosigkeit. |
| Ich bin okay - du bist nicht okay (möglich ab 2. Lebensjahr): | Entsteht nur bei fortdauernder Deprivation und Misshandlung. Folge ist ein "Selbststreicheln"; arrogante, selbstgefällige Haltungen, Schwierigkeiten bei der Akzeptanz sozialer Normen.                                                |
| Ich bin okay - du bist okay (realistisch):                    | Gelten und gelten lassen. |

Nach Harris, auf Seite 69, beruhen „die ersten drei Lebensanschauungen“ (Ich bin nicht okay  - du bist okay, Ich bin nicht okay  - du bist nicht okay und Ich bin okay  - du bist nicht okay) „... auf Gefühlen. Die vierte“ (Ich bin okay  - du bist okay) „beruht auf Denken, Glauben und Einsatzbereitschaft“.